# Nokia 7600
Le Nokia 7600 est un téléphone de l'entreprise Nokia. Il est monobloc avec un design avant-gardiste.

## Caractéristiques
- Système d'exploitation Symbian OS
- GSM/WCDMA
- 87 × 78 × 18,6 mm pour 123 grammes
- Écran  de 128 × 160 pixels avec 65 536 couleurs
- Appareil photo numérique : 640 × 480
- Vibreur
- DAS : 0,71 W/kg.